# 汤米·苏哈托

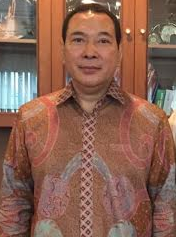
攝於2017年

汤米·苏哈托（1962年7月15日—）是印尼商人和政治人物，前独裁总统苏哈托的小儿子。他曾涉嫌谋杀以贪污罪判处他入狱的法官。2002年7月，汤米犯谋杀罪罪名成立，入狱15年，但在2006年10月获得保释。
汤米于2000年9月因参与价值数百万美元的土地骗局而被定罪，被判处18个月监禁。这使他成为苏哈托家族中第一位因贪污罪被定罪的成员。之后他选择逃亡以逃避追捕。在逃亡期间，汤米的贪污定罪被推翻，但他因谋杀最高法院法官而再面临刑事指控。
众所周知，汤米年轻时常以花花公子身份出现，他喜欢女演员、夜总会和赌场。据1999年《时代杂志》报道，喜欢赌博的汤米对一口气输掉100万美元不在乎，该杂志还透露汤米的财富达8亿美元。2016年，他在GlobeAsia杂志评选的150位最富有的印尼人中排名第56，财富达6.55亿美元。2017年11月5日，在被泄露的“天堂文件”中，汤米的名字在列。